# Monareczka archipelagowa
Monareczka archipelagowa, monarka archipelagowa (Symposiachrus browni) – gatunek małego ptaka z rodziny monarek (Monarchidae). Jest endemitem archipelagu Wysp Salomona. Jego naturalnym siedliskiem są subtropikalne lub tropikalne wilgotne lasy nizinne. Jest bliski zagrożenia wyginięciem przez utratę siedlisk.

## Taksonomia
Gatunek ten był pierwotnie umieszczony w rodzaju Monarcha, ale w 2009 roku został przeniesiony do rodzaju Symposiachrus.
Międzynarodowy Kongres Ornitologiczny (IOC) wyróżnia dwa podgatunki Symposiachrus browni:
- S. b. browni (Ramsay, 1883) – występuje na Kolombangara, Nowej Georgii, Vangunu i pobliskich wyspach
- S. b. meeki (Rothschild & Hartert, 1905) – występuje na wyspach Rendova i Tetepare

Dawniej włączane do tego gatunku podgatunki nigrotectus i ganongae zostały wydzielone do osobnego gatunku Symposiachrus nigrotectus (monareczka białobrzucha).

## Morfologia
Z wierzchu przeważnie czarna, z czarną głową, grzbietem i piersią. Zwraca uwagę charakterystyczna biała łata na policzku i duży biały obszar na skrzydle. Spód ogona jest biały.

## Ekologia
Preferuje lasy pierwotne, ale toleruje wzrost wtórny. Występuje zazwyczaj do około 600 m n.p.m. Głos zwykle składa się z długich wibrujących gwizdów lub ostrego skrzeczenia.
Dieta mało znana. Żywi się głównie małymi bezkręgowcami. Zwykle żeruje samotnie, w parach lub w stadach mieszanych gatunków.

## Status
W Czerwonej księdze gatunków zagrożonych Międzynarodowej Unii Ochrony Przyrody (IUCN) monareczka archipelagowa jest klasyfikowana jako gatunek bliski zagrożenia (ang. near threatened). IUCN stosuje jednak starsze ujęcie systematyczne, w którym monareczka archipelagowa i monareczka białobrzucha są traktowane jako jeden gatunek. Trend populacyjny uznaje się za malejący z powodu wyrębu lasów, którego zasięg i intensywność wzrasta obecnie na całych Wyspach Salomona.
Liczebność populacji nie została określona ilościowo, ale gatunek ten wydaje się być generalnie rzadki (Dutson 2011). Jest opisywany jako stosunkowo rzadki na Kolombangara (Buckingham et al. 1995), pospolity lub dość pospolity na Nowej Georgii (del Hoyo et al. 2006).